# Marco Ardemagni

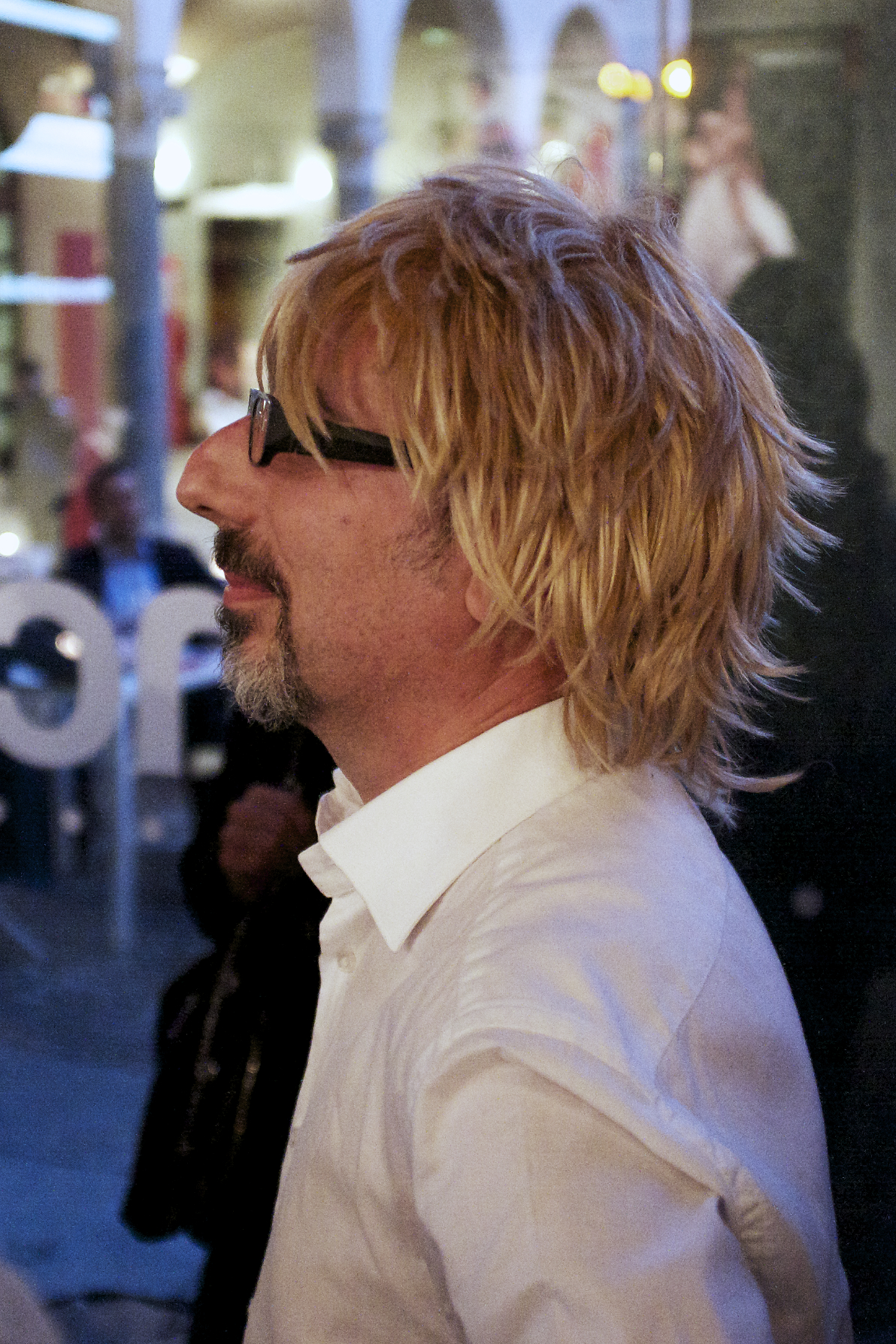
Marco Ardemagni

Marco Ardemagni (Milano, 15 marzo 1963) è un conduttore radiofonico, autore televisivo e poeta italiano.

## Biografia

### Conduttore radiofonico e autore
Debutta nel 1986 a Radio Popolare dove partecipa ai programmi Borderline, Piovigginando Pepe, Notturnover e soprattutto Bar Sport (programma che segue in diretta, tra l'altro, le edizioni dei mondiali di calcio dal 1990 al 2006), con Sergio Ferrentino e Giorgio Lauro. Per la RAI dal 1997 al 2000 e dal 2004 al 2011 partecipa come autore, inviato e poeta a Caterpillar, programma di Radio 2 allora condotto da Massimo Cirri e Sergio Ferrentino, in seguito sostituito da Filippo Solibello. Con Ferrentino, Lauro e Luca Gattuso dal 2000 al 2012 conduce Catersport di Radio2, programma per cui è stato inviato alle Olimpiadi di Atene 2004, Torino 2006 e Pechino 2008. Dal settembre 2011 al giugno 2024 su Radio 2 conduce Caterpillar AM insieme con Filippo Solibello, Cinzia Poli e Claudia de Lillo, alias Elasti (subentrata a Benedetta Tobagi (2011-2012) e Natascha Lusenti (2012-2014)). Nel corso delle Olimpiadi estive (Londra 2012) commenta le gare per Radio 2 insieme con Giorgio Lauro e Filippo Solibello come conduttore della trasmissione Caterpillar AM Olimpico. Nel 2015, dagli studi di Radio Rai di Milano presso Expo 2015, conduce una animazione quotidiana in diffusione a Expo e su Rai Web Radio 7. Nell'estate 2016, per Radio 2, conduce Colpo di Sole quotidiano del pomeriggio con Gabriella Greison e Alessandro Mannucci. Nel maggio 2017 conduce con Solibello l'animazione di Radio 2 all'arrivo di tutte le tappe del Giro d'Italia 2017. Dal 2017 a gennaio 2018 è tra gli autori di KGG, in onda nel pomeriggio di Radio 2.

### Conduttore e autore televisivo
Per la TV è stato autore dal 1995 al 2004 dei programmi TG Rosa, Sorvegliati Speciali (Odeon TV), Space Girls (Happy Channel) Music Zoo (ReteA-All Music) per Barter TV e nel 2006 per Grundy Italia del programma Andata e ritorno (Rai2). Sono suoi anche i testi degli Skytoon per Attenti a quei due in onda su Sky Sport 1 nel 2007-8 e nel 2008-9. Sempre per Manticx è stato autore, con Maurizio Sangalli, di Vuoi Scommettere? in onda su Sky Sport 1 nel 2012. Nel 2010 è stato inviato nelle due trasmissioni televisive di Rai 3 Quelli di Caterpillar (giugno-luglio 2010) e Caternoster (settembre-dicembre 2010), condotte da Massimo Cirri e Filippo Solibello. Con Solibello per Rai 2 ha commentato la finale dell'Eurovision Song Contest 2012 , replicando anche per il 2013 (con Natascha Lusenti) e le semifinali del 2014 e del 2015, trasmesse da Rai 4. Per il festival di Sanremo 2014, conduce con Solibello il Dopofestival, in streaming sul sito della Rai. Nello stesso anno è stato tra gli inviati di Quelli che il calcio su Rai 2. Per Rai 4 ha commentato con Solibello il concerto di apertura del Campionato europeo di Calcio 2016, le cerimonie di premiazione degli Emmy Awards 2016 e 2017 e dei BRIT Awards 2017. Dal settembre 2022 con Filippo Solibello scrive e conduce Paparazzi!, il primo daily show in lingua inglese prodotto dalla RAI in onda su Rai Italia e su RaiPlay. Dall'ottobre al dicembre 2022, con Claudia de Lillo e Filippo Solibello ha scritto e condotto Alle 8 in tre, in onda su Rai2. Da settembre 2021 è uno degli autori dei cartoon sul calcio all'interno del programma Sport Mediaset XXL, su Italia1. 
Nel 2014, con Filippo Solibello, ha interpretato la voce fuori campo dello spettacolo teatrale Doppio Taglio, di Cristina Gamberi, con la supervisione di Lucia Vasini, interpretato da Marina Senesi.

### Eventi
Ha condotto numerosi eventi dal vivo come la Caccia al Libro (per l'Associazione Italiana Editori) nel 1994, l'Extrafestival (per Radio Popolare) nel 2000-2001, Sentieri Acustici (per la provincia di Pistoia) nel 2006 e nel 2007, il Senigallia Fireworks Festival nel 2012 e, dal 2013 a svariati eventi nell'ambito dell'Overtime Festival (Macerata), Tipicità (Fermo) e Tipicità in Blu (Ancona). Dal 2017 è l'arbitro ufficiale del Pugilato Letterario™. Il 1º maggio 2013 ha collaborato alla conduzione della XXIV edizione del Concerto del Primo Maggio affidata a Geppi Cucciari e trasmessa da Rai 3.

### Editoria e poetica
Nel 1989 fonda con Gianni Micheloni e Antonio Pezzinga il gruppo di poesia ludico sperimentale Bufala Cosmica al quale si aggiunge nel 1990 Alessandra Berardi. Il gruppo si esibisce in reading live dal sapore ludico surreale e pubblica nel 1992 per Sperling & Kupfer il volume di poesie Rime Tempestose. Il secondo volume di poesie, questa volta come unico autore, è la raccolta Irrimediabilmente Rime - Poesie a pedalata assistita, che esce per Edizioni Eraclea nel 2015.
Nel 2022 è uno dei sette autori di Biancaneve e i settenari - Antologia di poesia giocosa, (Bompiani) curato da Stefano Bartezzaghi.  
Tra i testi non poetici: nel 2013 per Eraclea Libreria Sportiva, Ardemagni pubblica Ininterrottamente Inter - Entomologia di un'epopea definito come "il più dettagliato resoconto di una partita di calcio mai scritto": la partita in questione è Bayern-Inter, finale di Champions League 2010.  Nel 2018 pubblica, sempre con Edizioni Eraclea, Ultime notizie della Rosetta - Milano, 1913 - Morte di una ragazza: una ricostruzione della morte di Elvira Andrezzi, detta "La Rosetta". Prima ancora nel 1998, con Lauro e Ferrentino, aveva pubblicato Pebbacco o devi morire per le edizioni di Comix, rivista con la quale aveva collaborato. Altre riviste con le quali ha collaborato sono Sette, Cuore e Gulliver.